# Aigo

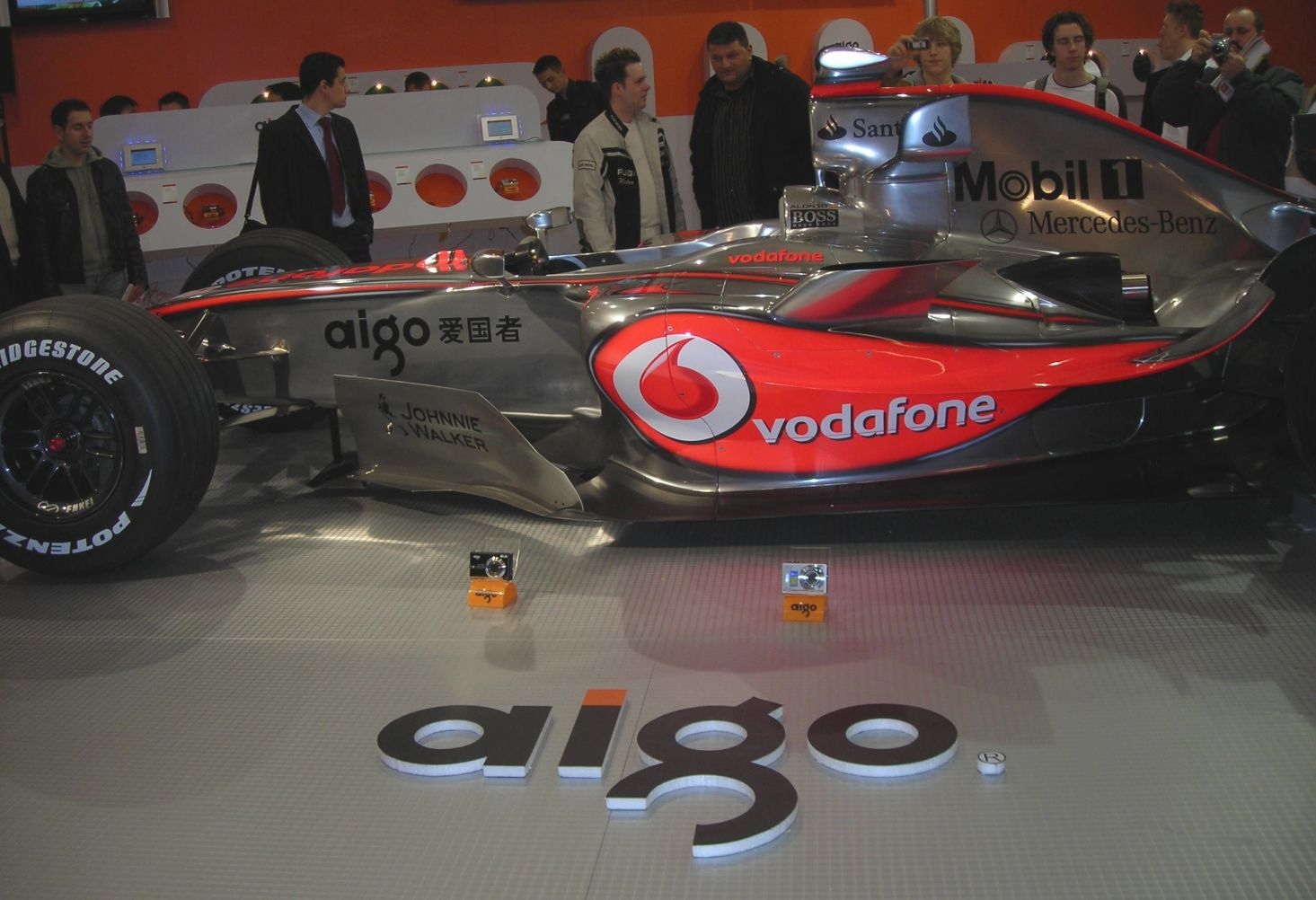
Bolid Formuły 1 z logo Aigo

Aigo (chiń. upr. 爱国者; chiń. trad. 愛國者; pinyin Àiguózhě) – chińska marka odtwarzaczy muzyki w formacie MP3, należąca do przedsiębiorstwa Beijing Huaqi Information Digital Technology Co., Ltd. Firma ta sponsoruje ekipę McLaren-Mercedes w Formule 1.
Oryginalna, chińska nazwa tej marki to aiguozhe, czyli „patriota”.